# 金式玉 (傳教士)
金式玉（Joseph Seckinger，1829年9月19日—1890年11月11日），又名金緘三。法國耶稣会傳教士。安徽省传教先锋，在该省传教25年（1865-1890）。
 被天主教会称为安徽最杰出的传教士，他的传教史，可以说就是安徽天主教会的创建史。江苏镇江、安徽水东、芜湖等处重要教堂均由金式玉神父创建。
1829年9月19日，金式玉生于法国阿尔萨斯。1853年7月19日加入耶稣会。1861年7月20日抵达中国传教，先在上海学习中文。1865年（同治四年），金式玉抵达南京，由于天主教江南代牧区负责的江苏、安徽两省中，教友主要集中在无锡以东地区，主教命令由他负责开拓江南代牧区西部广大地区，即两省的镇江以西部分，主要是安徽省的教务。
1865年，金式玉神甫在江苏镇江西门外在太平天国战争中荒废的大云坊地区购地，建成镇江圣心堂，随后又在教堂周围一带租地建房，将房屋租给商户经营，形成繁华街市，街道以教堂命名为天主街。金式玉神甫在此先后办了一批慈善事业，包括施诊所、救火会、孤儿院、鲁仪小学和女子小学，以此吸引人加入教会。
1866年5月1日，金式玉神父在江苏扬州新城三义阁开办施诊所，又开办孤儿院，为1868年扬州教案的缘起。
1867年（同治六年），金式玉开始着手恢复安徽省境内有天主教教友的仅有几处地点的传教会口。首先恢复的地点是五河县，陆续建立了10余座教堂 
。
另一个重要地点位于皖南的宁国府。皖南原有的传教中心，徽州府婺源县的董门镇已在太平天国战争期间遭到毁灭，教堂残破，教友死散。1868年，金式玉了解到有来自湖北省西北部的一批教友移民到宁国府山区，遂赶赴宁国府的水东镇，将水东作为新的传教基地。次年买地建造水东进教之佑圣母堂，教友大量增加。1873年（同治十二年），设立了宁国府总铎区，拥有27座教堂，1650名教友，和2万名望教者。
1876年（光绪二年）7月13日，宁国府发生暴力事件，从建平（郎溪）的欧村开始，蔓延到整个宁国府总铎区。24日，水东教堂被烧毁，并将教士扒坟抛尸，金式玉当晚逃往南京，向两江总督交涉。此后重建为一座朝圣教堂，于1880年（光绪六年）祝圣。
1874年，金式玉购买了芜湖城西长江边的一块土地，先建造了几间小屋，用于安置从宁国府被驱逐的神甫们。1878年又买进了邻近的一片土地，建造住院。1886年（光绪十二年）金式玉神甫又购买毗邻的鹤儿山土地，此处可以俯瞰长江和芜湖城市，引起强烈反对。1887年（清光绪十三年）建造住院。1889年（光绪十五年）开始建造圣堂，江南代牧区倪怀纶主教主持了奠基仪式。1890年11月11日在芜湖去世。当时安徽省已有4000名教友。
金式玉去世时，芜湖教堂尚未建成。1891年（光绪十七年），发生芜湖教案，焚毁即将竣工的教堂。事后教会得到12万两白银赔款，在原处扩大规模重建，至1895年（光绪二十一年）落成祝圣。规模宏伟壮丽，钟楼高耸。即芜湖圣若瑟主教座堂。